# Station Hen
Station Hen is een station in Hen in de gemeente Ringerike in Noorwegen. Het station ligt aan Randsfjordbanen. Het stationsgebouw uit 1868 is ontworpen door Georg Andreas Bull. 
In 1926 werd vanaf Hen Sperillbanen geopend, een spoorlijn naar Finsand die slechts kort heeft bestaan. In 1933 sloot de lijn alweer voor personenvervoer. Hen zelf werd in 1989 gesloten voor personentreinen.